# Austrian World Music Awards

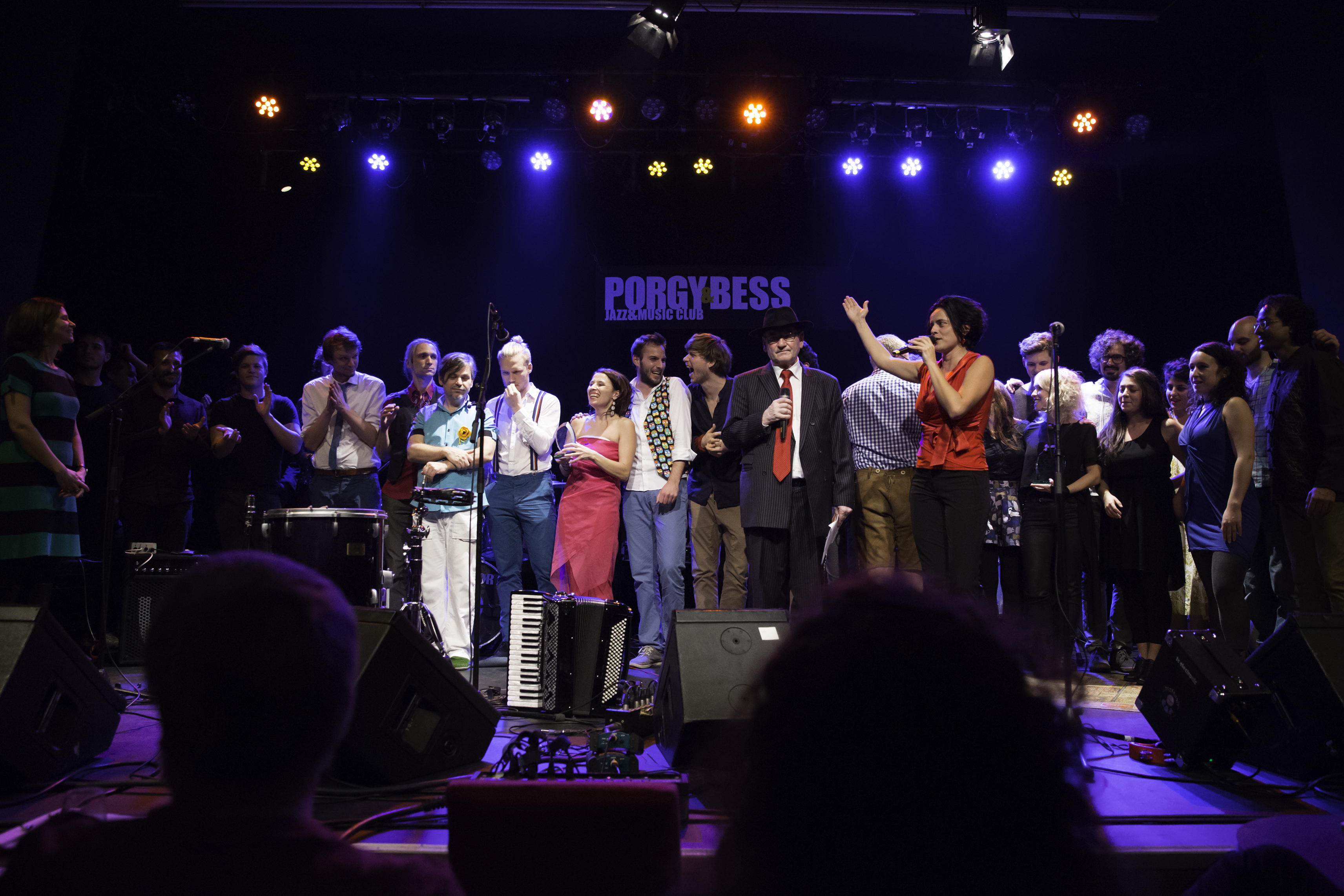
Die Finalisten 2015

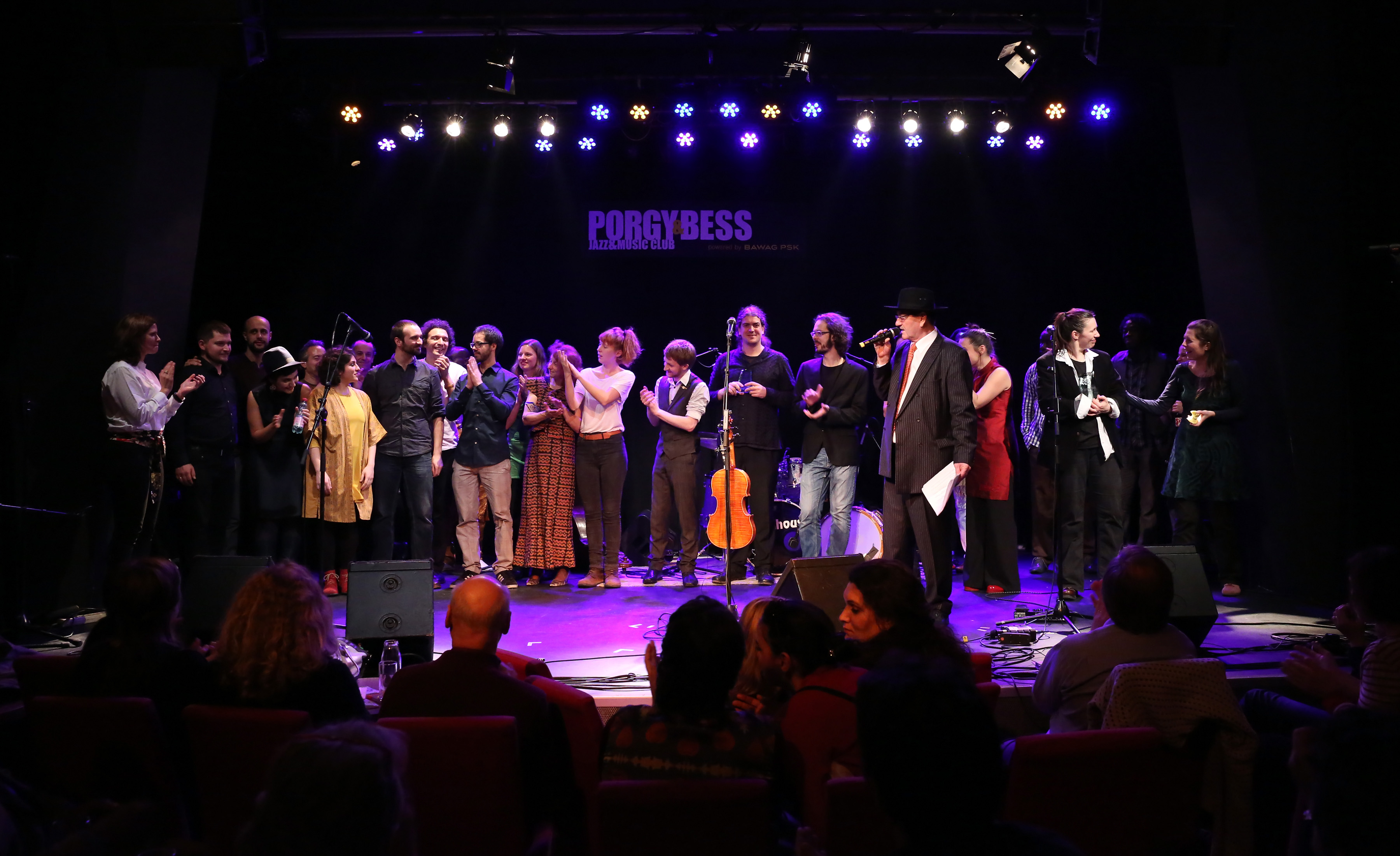
Die Finalisten 2014

Die Austrian World Music Awards waren ein Musikpreis für in Österreich tätige Musiker aus dem Bereich der World Music. Im Jahr 2004 erstmals verliehen wurden sie, mit Ausnahme 2009, bis 2011 jährlich vergeben. Nach einer erneuten Unterbrechung fanden die achte Verleihung im Dezember 2014 und die neunte und bislang letzte im Dezember 2015 wie schon in früheren Jahren im Wiener Jazzklub Porgy & Bess statt. Nachdem 2016 aus budgetären Gründen keine Austragung stattfinden konnte, wurden sie nicht mehr fortgeführt. Der Wettbewerb hatte vor allem zum Ziel, eine Plattform für Bands und Musiker zu bieten, die noch keine größere Bekanntheit haben.
Hervorgegangen sind die Austrian World Music Awards aus einer Preisvergabe im Rahmen des vom Wiener Internationalen Kultur- und Kommunikationszentrum veranstalteten „Festivals der Klänge“. 2014 übernahm die 2007 gegründete IG World Music Austria – Interessensgemeinschaft für Weltmusik in Österreich die Neuorganisation und Veranstaltung der Awards.
Der Begriff „Weltmusik“ wird in Bezug auf den Wettbewerb als „Synthese aus traditioneller Volksmusik (jedweder Herkunft: aus der ganzen Welt, Österreich mit inbegriffen) und westlichen Musikströmungen“ verstanden, wobei die eingereichten Musikstücke „in ethnischen Traditionen verwurzelt“ sein oder in traditioneller Volksmusik ihren Ausgangspunkt haben sollten.

## Teilnahme und Preisvergabe
Am Wettbewerb konnten Bands bzw. Musiker teilnehmen, die hauptsächlich in Österreich tätig waren; bei Bands sollte die Mehrzahl der Musiker in Österreich wohnen. Aus den Einreichungen wählte die Jury die Teilnehmer für den Abend des Finales aus, wo sie jeweils ein etwa 20-minütigen Konzerten spielten. Anschließend traf die Jury die Wahl für zwei Preisträger (2014: Haupt- und Newcomerpreis, 2015: 1. und 2. Preis) und das Publikum stimmte über den Publikumspreis ab. Bereits im Vorfeld des Abends der Preisverleihung wählte die Jury eine Persönlichkeit, die den Ehrenpreis für besondere Verdienste in den Bereichen Weltmusik, Integration oder interkulturelle Kommunikation erhielt. Für das Finale 2015 wurde die Dotierungen erhöht, für den Hauptpreis wurden 3.500 statt zuvor 2.500 Euro, für den zweiten Preis 2.500 statt 1.500, für den Publikumspreis 1.500 Euro statt 1.000 vergeben.

## Preisträger
2004
- Nim Sofyan

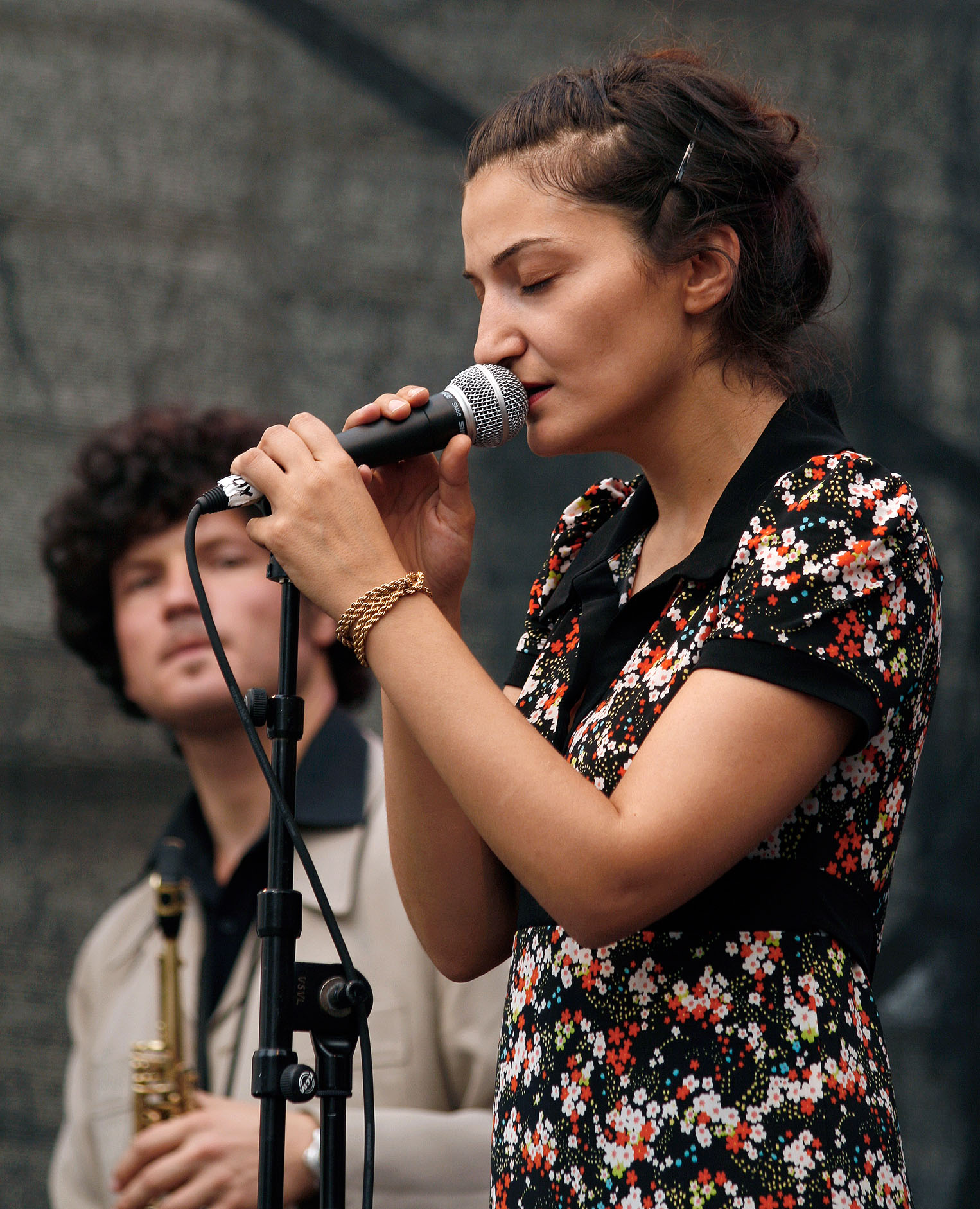
Fatima Spar & The Freedom Fries

- Förderpreis: Fatima Spar & The Freedom Fries

2005
- Martin Lubenov's Jazzta Prasta
- Förderpreis: Nataša Mirković-De Ro und Matthias Loibner
- Publikumspreis: Hotel Palindrone

2006
- Die Strottern
- Förderpreis: Nifty's
- Publikumspreis: Adrian Gaspar Orchestra

2007
- Troica (Claudia Cervenca, Uli Soyka, Karl Sayer)
- Förderpreis: Adrian Gaspar Gypsy Combo
- Publikumspreis: Salz
- Ehrenpreis der Jury: Marie-Thérèse Escribano

2008
- AkkoSax
- Newcomer- sowie Publikumspreis: Özlem Bulut
- Ehrenpreis der Jury: Gerhard Kubik

2010
- Duo Jenner/Mori
- Newcomerpreis: Paul Schuberth

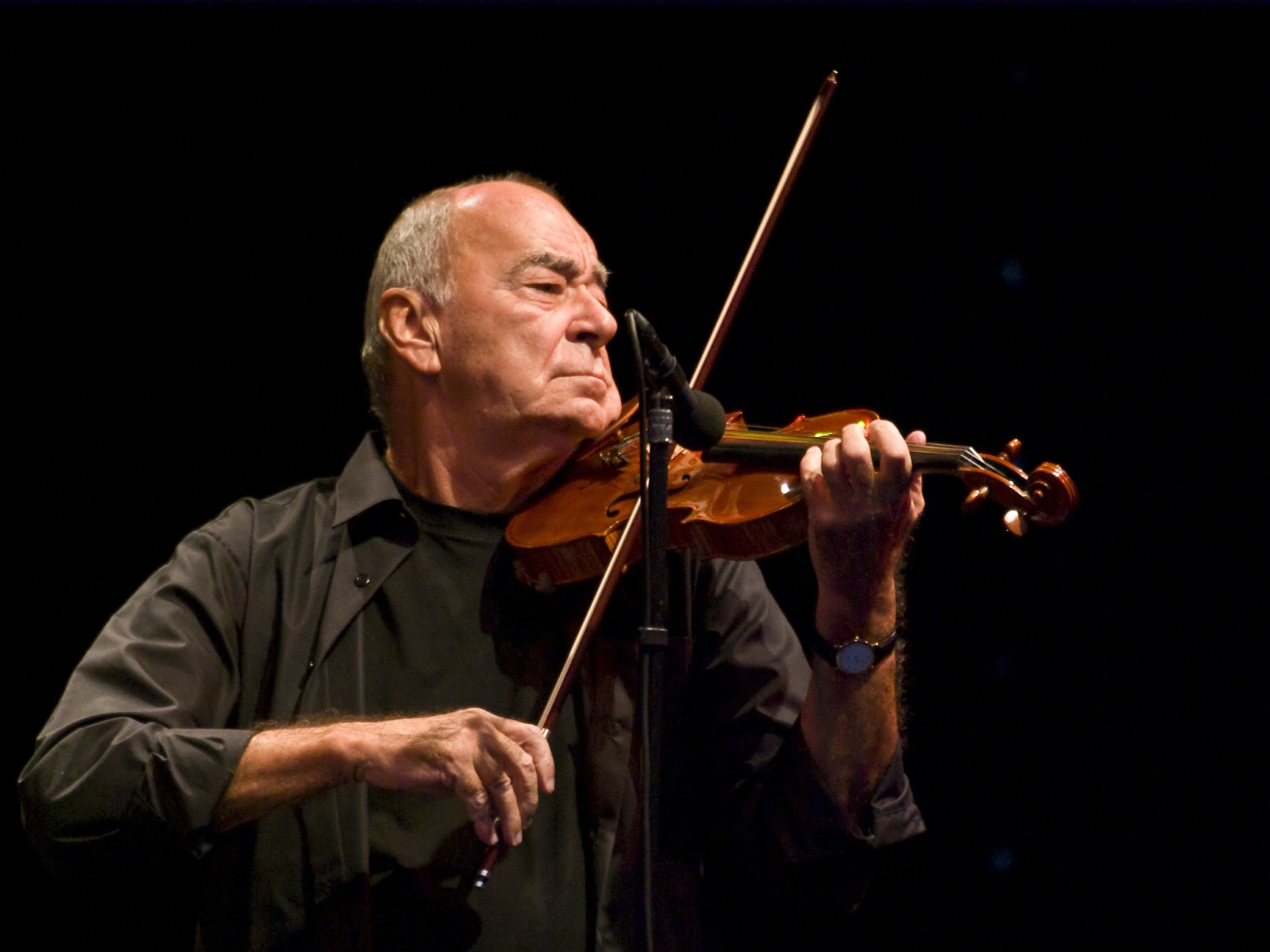
Toni Stricker

- Publikumspreis: Gstättner/Heckel/Samandi
- Ehrenpreis der Jury: Toni Stricker
- Wien Kultur Interkultureller Preis: Haydar Sari

2011
- Mamadou Diabate & Percussion Mania
- Newcomerpreis: Catch-Pop String-Strong
- Publikumspreis: Federspiel
- Ehrenpreis der Jury: Jovica Petković
- Interkultureller Preis: Norbert Ehrlich

2014
- Madame Baheux
- Newcomerpreis: Black Market Tune

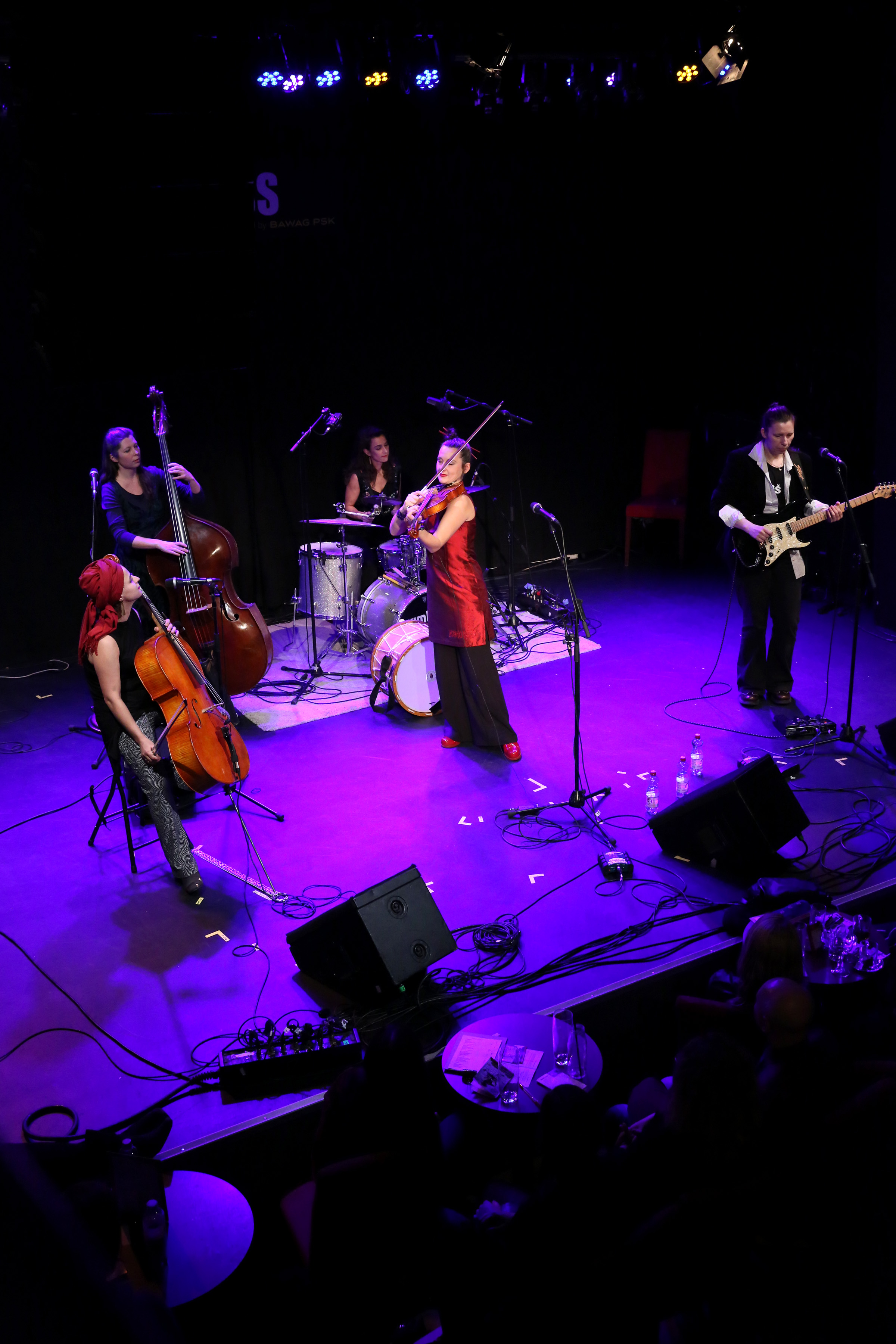
Madame Baheux

- Publikumspreis: Edith Lettner & African Jazz Spirit
- Ehrenpreis der Jury: Jo Aichinger (Veranstalter des Glatt-&-Verkehrt-Festivals)

die weitere Finalisten waren: Mereneu Project, Salah Ammo & Peter Gabis, Sormeh

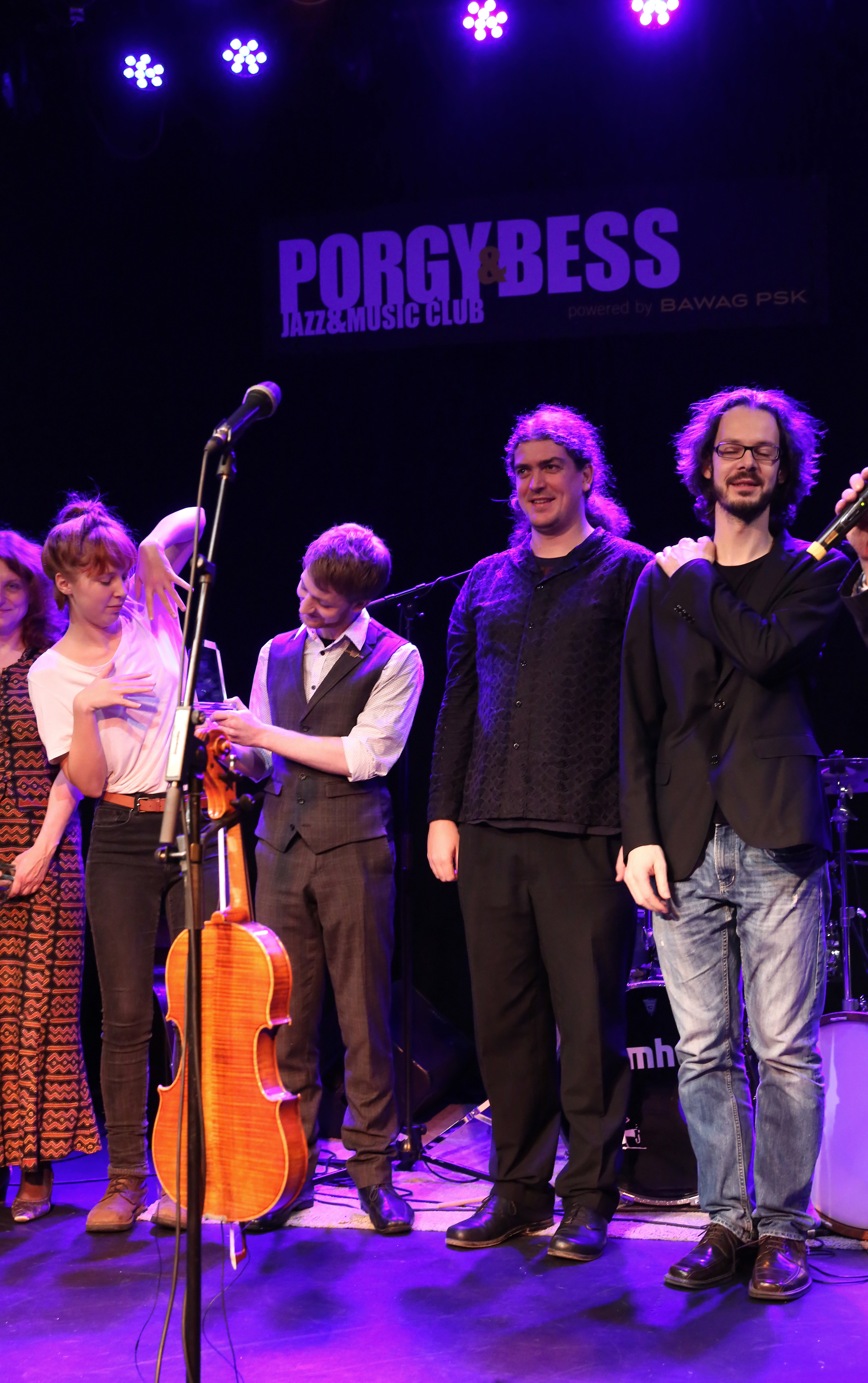
Black Market Tune
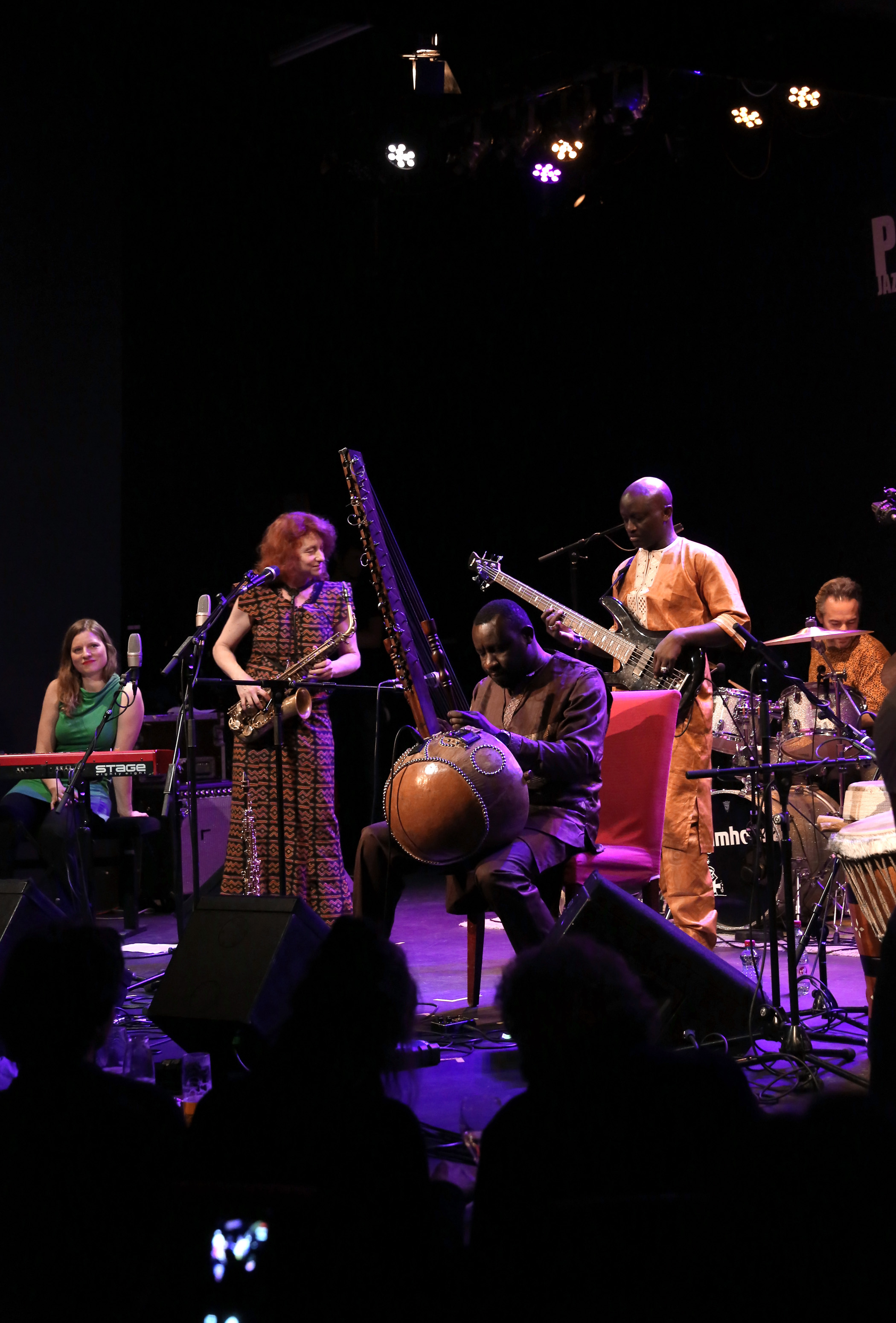
Edith Lettner & African Jazz Spirit
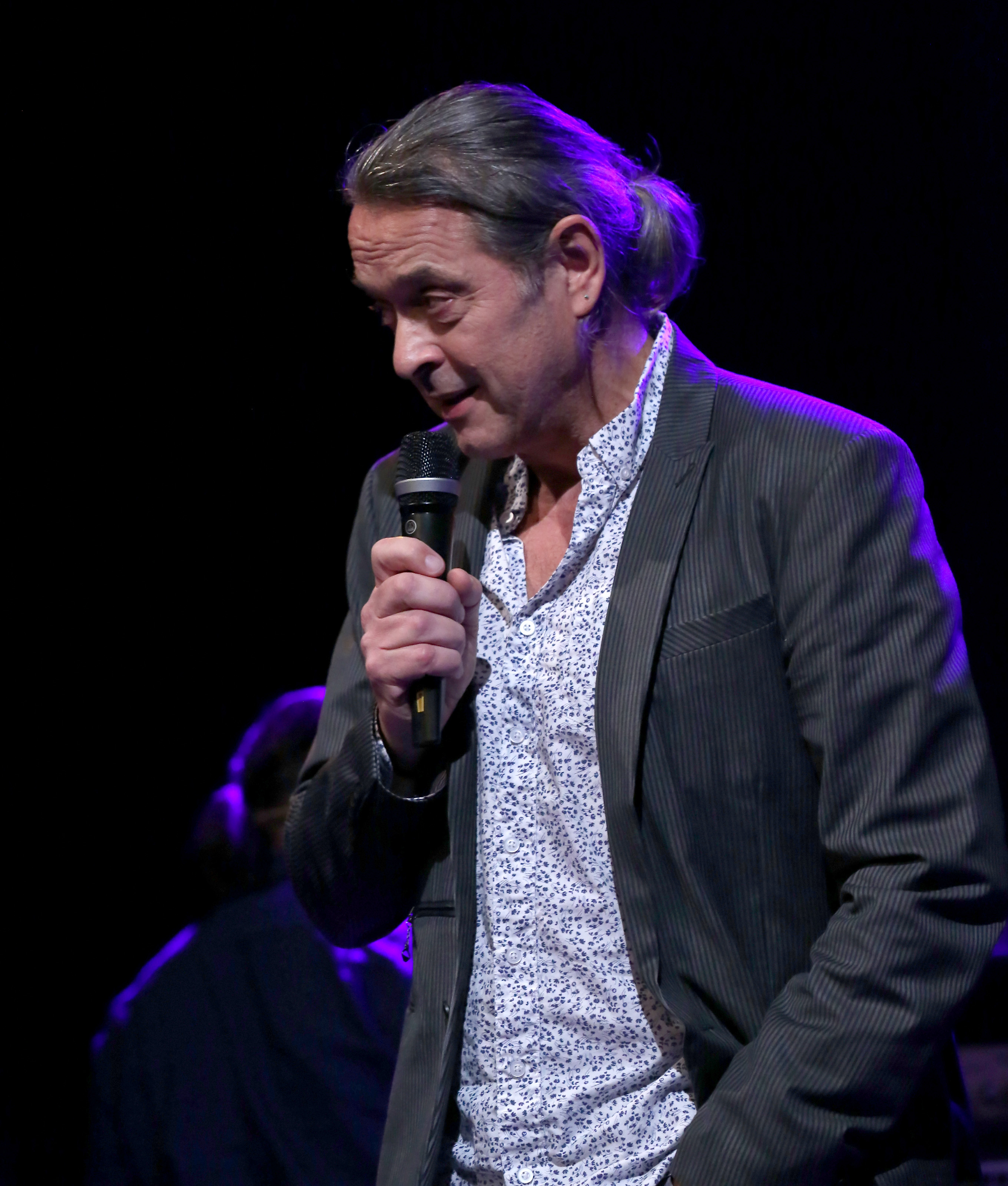
Jo Aichinger

2015
- 1. Preis: Federspiel
- 2. Preis: Alma

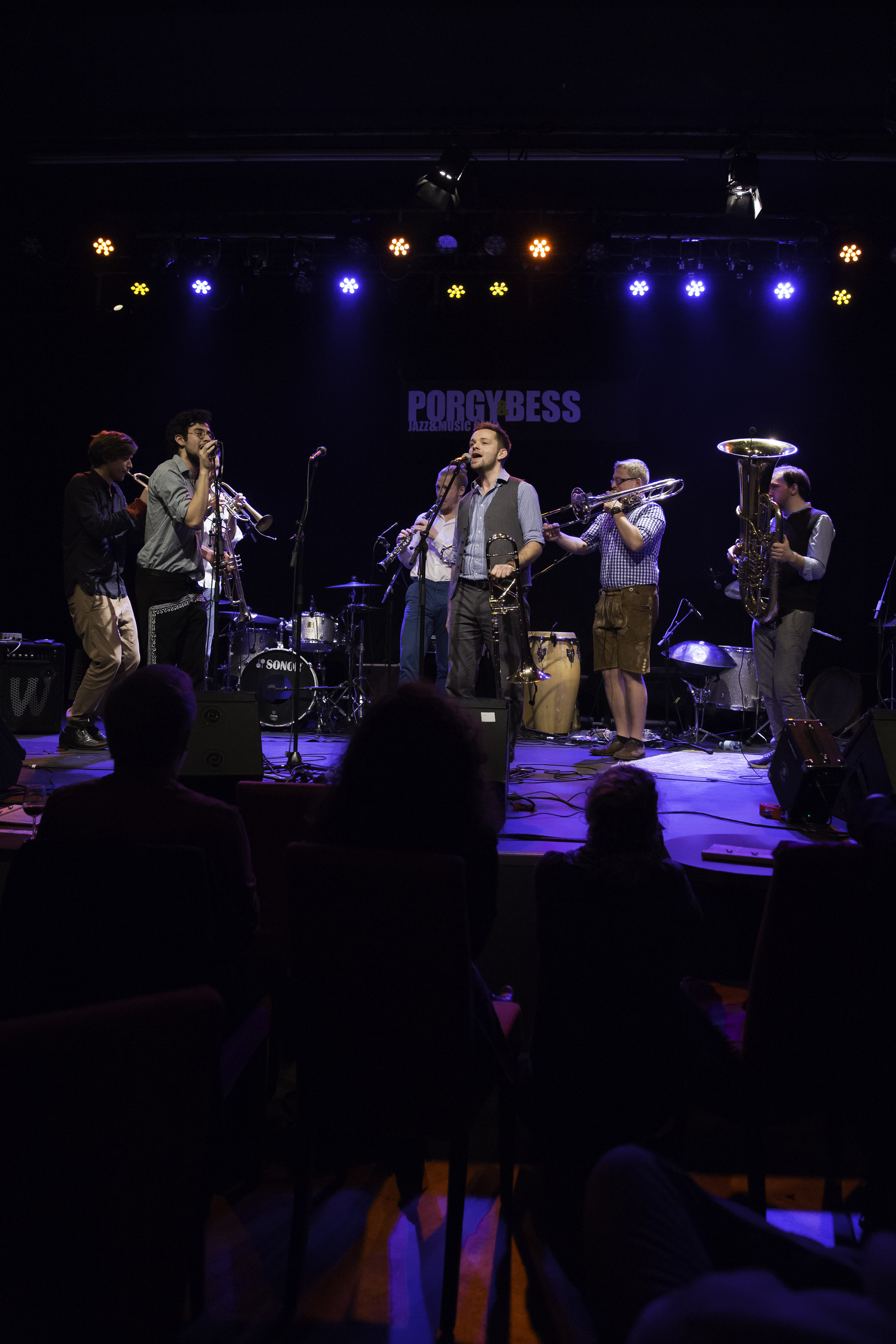
Federspiel

- Publikumspreis: Das Großmütterchen Hatz Salon Orkestar
- Ehrenpreis der Jury: Nuschin Vossoughi (langjährige Leiterin des Theaters am Spittelberg)

die weiteren Finalisten waren: Duo Dinovski-Schuberth, Mahan Mirarab Band und Vusa Mkhaya's Vocalism Project.

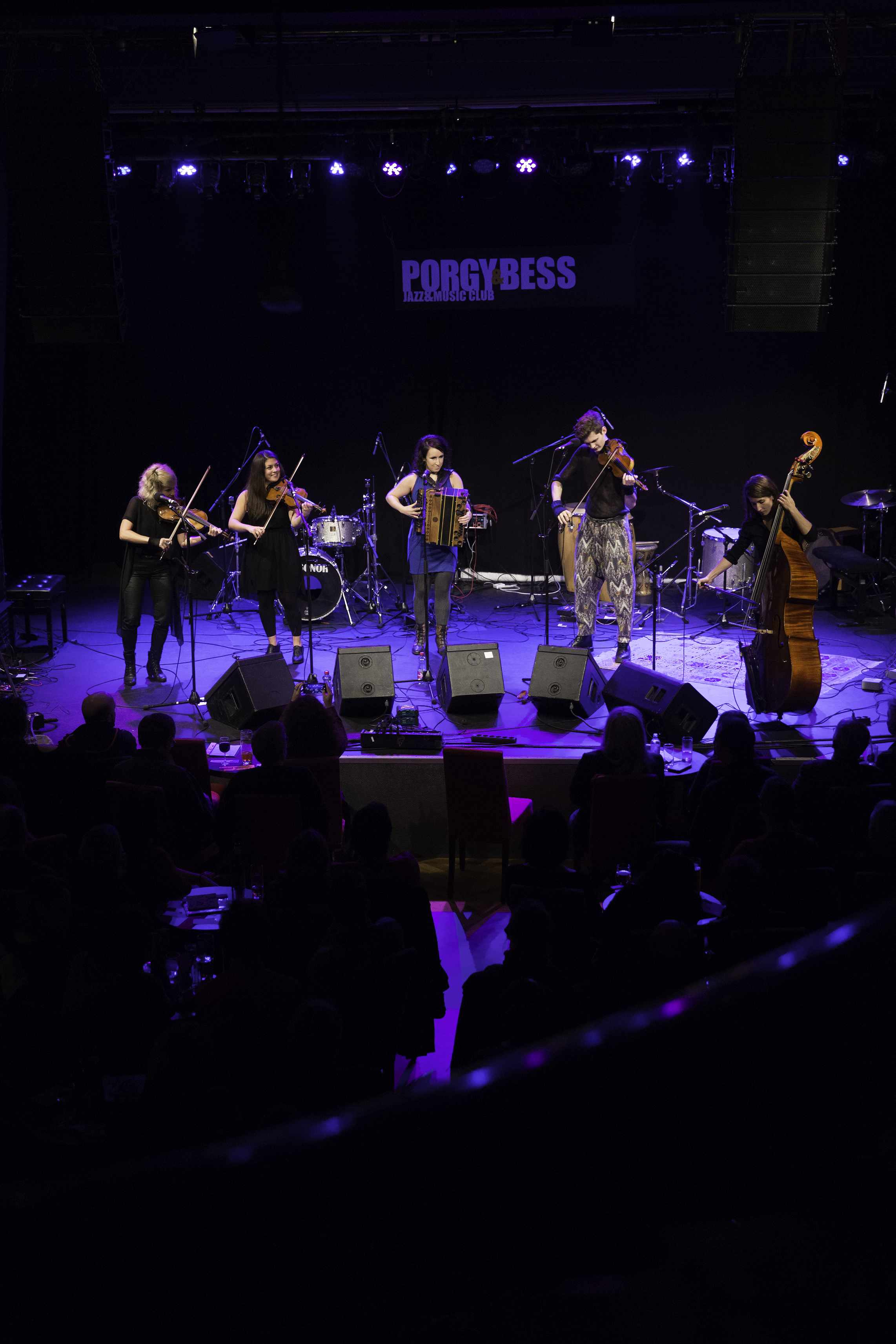
Alma
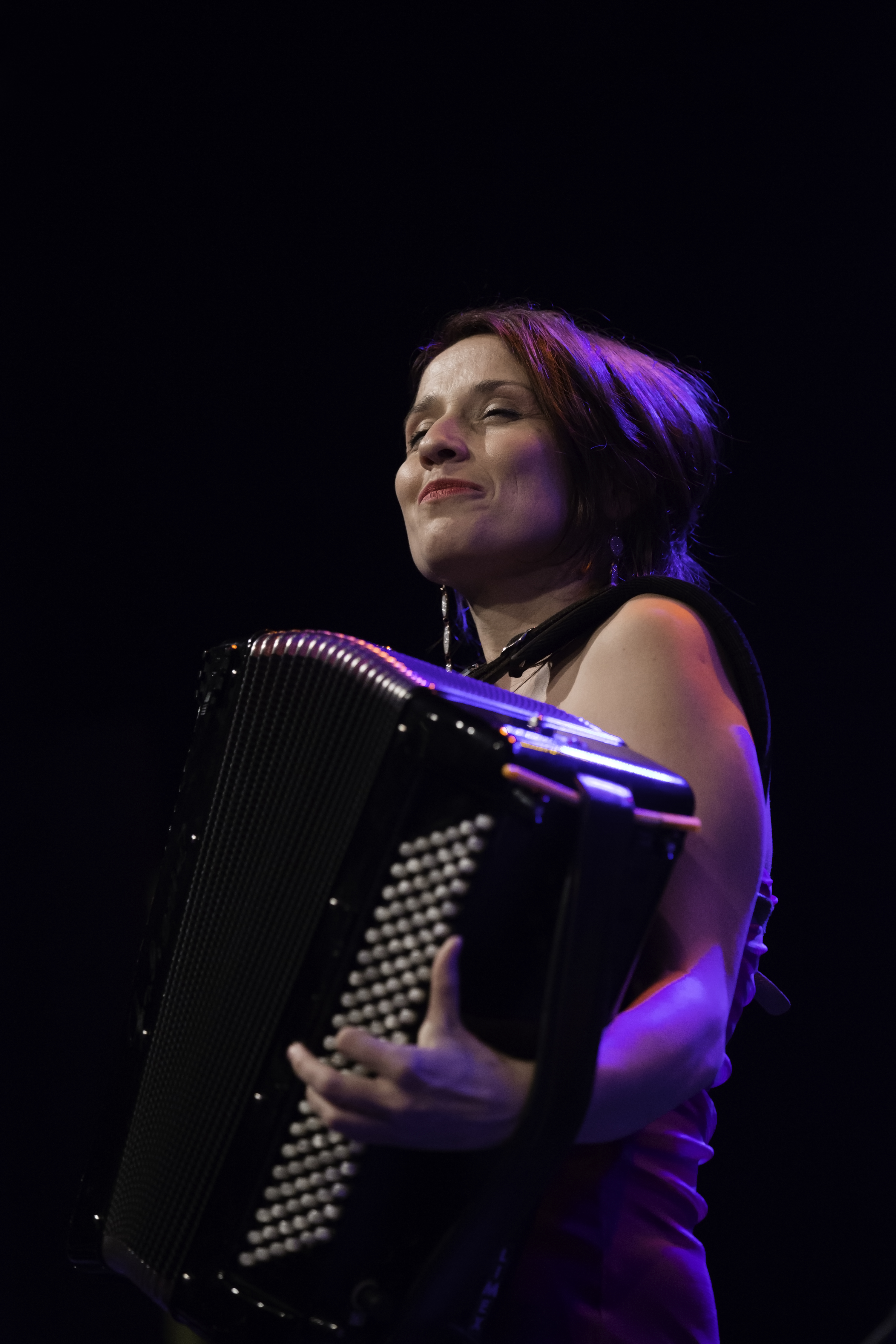
Das Großmütterchen Hatz Salon Orkestar
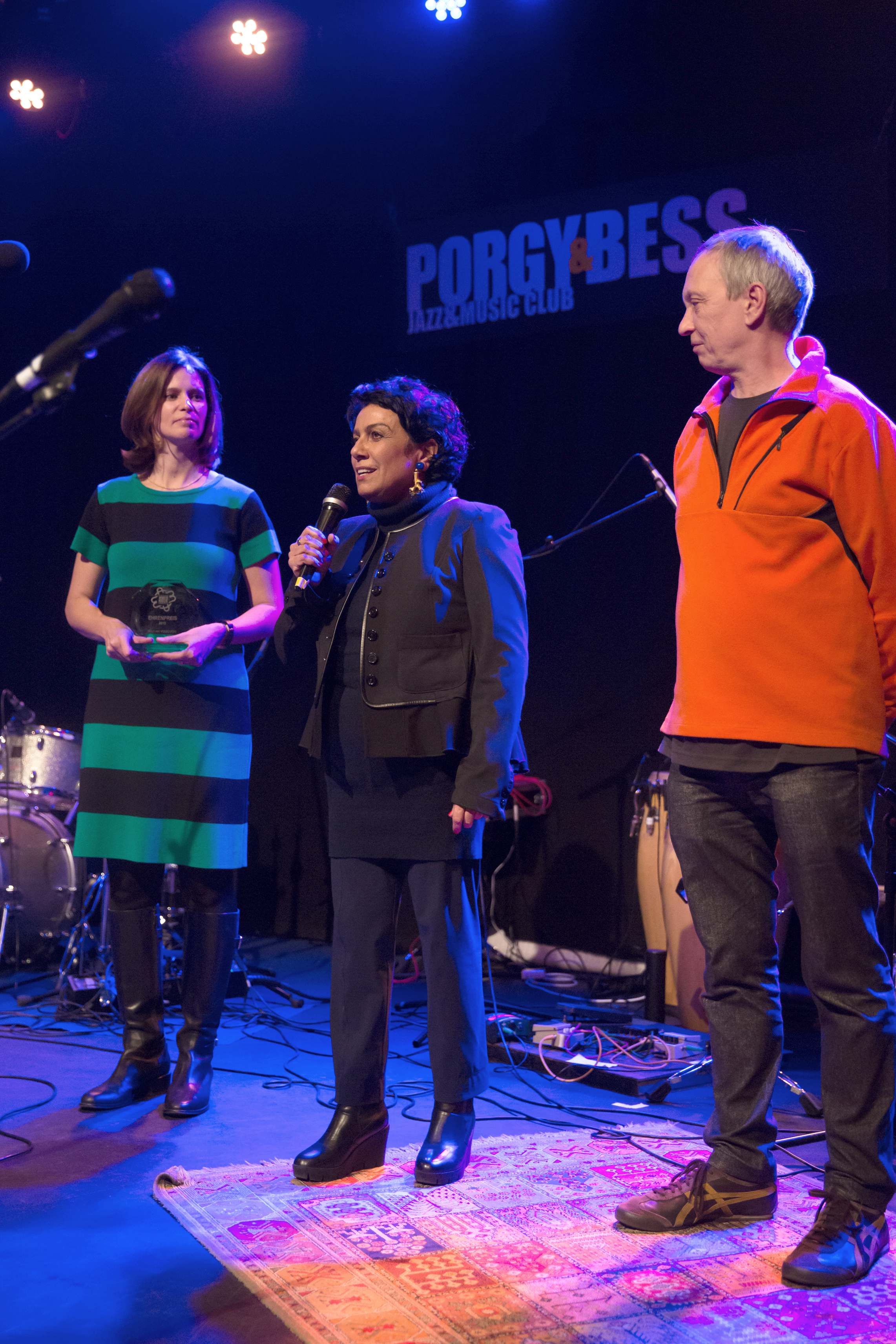
Nuschin Vossoughi